# Cyrtocarenum
Cyrtocarenum is een spinnengeslacht uit de familie valdeurspinnen (Ctenizidae).

## Soorten
- Cyrtocarenum cunicularium (Olivier, 1811)
- Cyrtocarenum grajum (C. L. Koch, 1836)